# Ri Se-ung
 Ri Se-ung (né le 22 décembre 1998) est un lutteur gréco-romain nord-coréen.

## Carrière sportive
Ri a remporté la médaille d'or dans la catégorie hommes de 42 kg aux Jeux olympiques de la jeunesse d'été de 2014 qui se sont tenus à Nanjing, en Chine,.
En 2019, Ri a représenté la Corée du Nord aux Jeux mondiaux militaires qui se sont tenus à Wuhan, en Chine.
Il a remporté la médaille d'or avec les 60 kg aux Jeux asiatiques de 2022 qui se sont tenu à Hangzhou, en Chine. Il a battu Aidos Sultangali (en) du Kazakhstan dans son match pour la médaille de bronze.
Il a participé au tournoi de qualification olympique de lutte asiatique de 2024 à Bichkek, au Kirghizistan, et il a obtenu une place de quota pour la Corée du Nord pour les Jeux olympiques d'été de 2024 à Paris, en France. Il a remporté l'une des médailles de bronze avec les 60 kg. Il a battu Raiber Rodríguez du Venezuela lors de son match pour la médaille de bronze.